# Rivière aux Vaches
La rivière aux Vaches est un tributaire de la rivière Saint-François. Elle coule vers le nord-ouest dans la région administrative du Centre-du-Québec, sur la Rive-Sud du fleuve Saint-Laurent, au Québec, Canada, en traversant les municipalités de :
- MRC de Drummond : ville de Drummondville (secteur Grantham-ouest) et les municipalités de Saint-Majorique-de-Grantham, Saint-Bonaventure, Saint-Pie-de-Guire, Saint-François-du-Lac ;
- MRC de Nicolet-Yamaska : municipalité de Saint-François-du-Lac.

## Géographie
Les principaux bassins versants voisins de la rivière aux Vaches sont :
- Côté nord : rivière Saint-François ;
- Côté est : rivière Saint-François ;
- Côté sud : rivière Saint-Germain ;
- Côté ouest : rivière David, rivière Yamaska.

La rivière aux Vaches prend sa source de ruisseaux agricoles drainant la zone au nord de l'autoroute 20 et au nord de l'échangeur routier de l'autoroute 55, à l'ouest de la ville de Drummondville. Cette zone de tête est située dans le secteur Grantham-Ouest, au nord de l'autoroute 20 et à l'ouest de la ville de Drummondville.
À partir de l'autoroute 20, la rivière aux Vaches coule surtout en zone agricole sur :
- 3,7 km vers le nord-ouest dans le secteur de Grantham-Ouest, jusqu'au boul. Lemire Ouest ;
- 9,9 km vers le nord-ouest, en traversant Saint-Majorique-de-Grantham et Saint-Bonaventure où elle serpente, jusqu'au chemin du rang Petit 5 ;
- 5,7 km (ou 2,9 km en ligne directe) en serpentant vers le nord-ouest dans Saint-Bonaventure, jusqu'à la rue Principale que traverse la rivière au cœur du village ;
- 1,5 km vers le nord-ouest, jusqu'à la route du 2e rang ;
- 6,6 km (4,6 km en ligne directe) en longeant la route 143 et serpentant vers le nord-ouest dans Saint-Pie-de-Guire, jusqu'à la route du 13e rang que la rivière traverse au nord-est du village ;
- 6,5 km (3,6 km en ligne directe) en serpentant vers le nord-ouest dans Saint-Pie-de-Guire et Saint-François-du-Lac, jusqu'à l'embouchure.

La rivière aux Vaches se déverse sur la rive sud-ouest de la rivière Saint-François, face à La Grande Île et au pied des rapides Pôltegok. L'embouchure est situé à 4,4 km en amont du pont Blondin qui relie Saint-François-du-Lac (côté sud-ouest) et Pierreville (côté nord-est).

## Toponymie

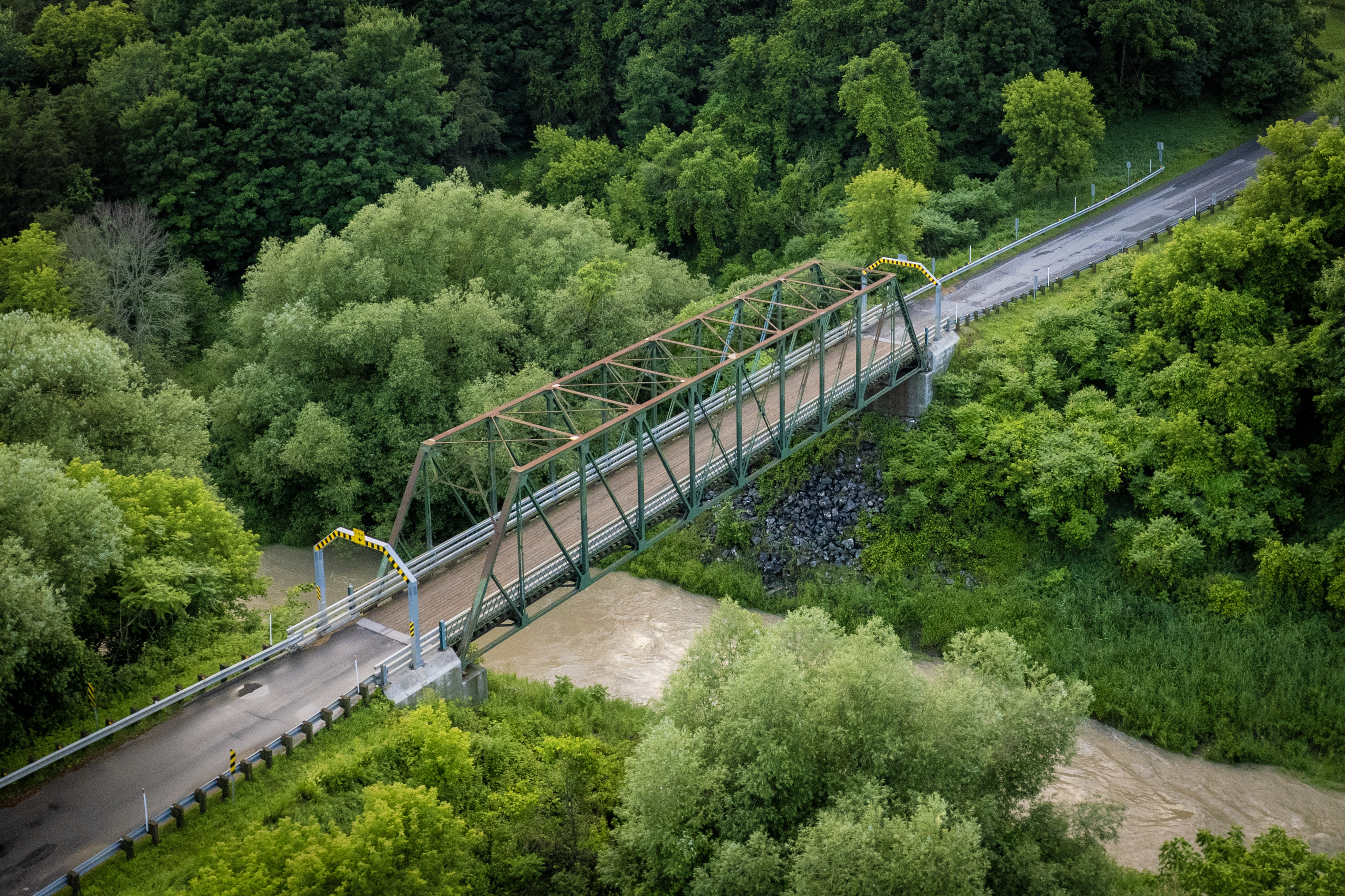
Pont au-dessus de la rivière à Saint-François-du-Lac.

Le parcours de la rivière étant surtout en zone agricole, les bovins (surtout des vaches) viennent s'y abreuver pendant toute la saison de broutage (habituellement de mai à novembre pour cette région). La rivière servait aussi de limite de pâturage car les bovins sont de mauvais nageurs. Compte tenu du relief peu accidenté de ce bassin versant, la rivière aux Vaches porte bien son nom.
Une explication alternative est aussi possible, étant la présence de ''vaches sauvages'' sur les rives a proximité de la rivière avant 1830.  En effet depuis 1664, les colons francais appelaient vaches sauvages les wapitis, qui étaient en grand nombre en 1800 et avant.  Les colons préféraient tuer des wapitis en hiver  en bordure des boisés plutôt qu'engraisser un bœuf tout l'hiver.  Les wapitis du Quebec sont disparus vers 1830, le dernier ayant été tué.
Le toponyme rivière aux Vaches a été officiellement inscrit le 5 décembre 1968 à la Commission de toponymie du Québec.